# 清友幼稚園
清友幼稚園（せいゆうようちえん、英称：Seiyu Kindergarten）は、大阪府八尾市柏村町にある私立幼稚園。設置者は学校法人清友学園で、法人の母体は 大阪府立清水谷高等女学校（現・大阪府立清水谷高等学校）の同窓会組織「清友会」。

## 概要
総面積5,800 m2と府内で有数の大きさ。運動場も2,000 m2で、平均的な幼稚園が丸々入るサイズだが、定員は400人（3歳児～5歳児）とゆったりしている。旧制高等女学校の伝統を引き継いだ教育方針に基づき、しつけやマナーを重視。食育として週4回のお弁当を実施している。足腰を鍛えるため、バスによる送迎をしていない。防犯カメラを設置し、警備員が常駐するなど、安全面も力を入れている。また、ほかの私立幼稚園に比べ、保育料が4割ほど安い。
現園舎は、安藤忠雄建築研究所時代に住吉の長屋を担当した建築家、貴志雅樹富山大学教授の設計で、骨格をアクセントに用いたデザインである。

## 沿革
- 1903年 - 大阪府立清水谷高等女学校同窓会組織・清友会が発足。
- 1941年 - 清友会が財団法人清友学園を設立し、清友学園高等女学校]（現・大阪府立清友高等学校）を布施市（現・東大阪市）に開設。
- 1942年 - 清友学園高等女学校が、中河内郡曙川村（現・八尾市柏村町）の郊外農園敷地に移転。
- 1946年5月30日 - 清友学園高等女学校に清友幼稚園併設・認可。9月5日、清友幼稚園が開園。清水谷高等女学校の卒業生6名が私財を持ち寄り、園児6名で開園した。
- 1951年3月5日 - 運営母体が学校法人清友学園に変更。
- 1956年8月31日 - 清友学園高校を八尾市に移管。清友学園中学校を廃止。9月1日、幼稚園が「学校法人 清友学園 清友幼稚園」として独立。
- 2000年4月1日 - 園舎改築を開始。
- 2001年12月21日 - 新園舎が竣工。（設計・貴志雅樹環境企画室、施行・まこと建設株式会社）

## 交通
近鉄大阪線高安駅または恩智駅徒歩約10分